# San Juan Bautista (escultura)
L'escultura urbana coneguda pel nom San Juan Bautista, ubicada a la iglesia de San Juan el Real, a la ciutat d'Oviedo, Principat d'Astúries, Espanya, és una de les més d'un centenar que adornen els carrers de l'esmentada ciutat espanyola.
El paisatge urbà d'aquesta ciutat, es veu adornat per obres escultòriques, generalment monuments commemoratius dedicats a personatges d'especial rellevància en un primer moment, i més purament artístiques des de finals del segle xx.
L'escultura, feta de bronze, és obra de Pilar Fernández Carballedo, i està datada 2012.
Quan el rector de Sant Joan era Fernando Rubio, ha considerat oportú encarregar a Pilar Fernández Carballedo una obra per a la parròquia, en concret una imatge de Sant Joan que es veiés beneint tot el que passés per la parròquia. L'encàrrec deixava total llibertat a l'autora per expressar-se amb tot el seu creativitat. Finalment la figura es va instal·lar en un petit jardí que dona als laterals del temple que donen a les carrer Melquíades Álvarez i Doctor Casal, que formen part del Camí de Santiago.
Aquesta obra escultòrica, que curiosament és l'única dedicada a aquest sant a la capital asturiana, realment és una reproducció en bronze d'una altra, l'original, tallada en pedra. Aquesta col·locada sobre una base de pedra d'1,40 metres d'altura amb la següent inscripció en la part superior: «SAN JUAN BAUTISTA / PATRONO DE ESTA PARROQUIA» i sota aquesta: «AUTORA / PILAR FERNÁNDEZ CARBALLEDO».